# Morphopédologie
La morphopédologie correspond à une approche à la fois géomorphologique et pédologique de l’étude du milieu, visant à montrer les interrelations entre les processus de formation du relief (morphogenèse) et les processus de formation des sols (pédogenèse).
Les fondements de l’approche morphopédologique ont été présentés par J. Kilian dès 1972, puis utilisés par les pédologues de l’IRAT et de l’ORSTOM qui ont surtout montré son efficacité pour la cartographie des sols, en particulier en Afrique de l’Ouest. Cette approche, souvent réservée aux études de pédologie appliquée et aux cartographies des potentialités de terroirs, peut aussi être efficacement menée dans le cadre d’études géomorphologiques ou pédologiques à vocation de recherche fondamentale.
Principalement développée par l’école française de pédologie et de géomorphologie, la morphopédologie se rapproche dans ses concepts de la soil geomorphology (ou pedogeomorphology) développée ensuite par l’école anglo-saxonne qui prône également un rapprochement des deux disciplines afin de mieux comprendre les interférences entre l’évolution du relief et la formation des sols. Les processus de morphogenèse et de pédogenèse s’exercent en effet sur le même milieu, de sorte qu’ils interfèrent constamment.
Vu sous cet angle, l’apport de la géomorphologie est non seulement utile pour cartographier les sols et prévoir leur gestion durable, mais aussi pour déchiffrer leur histoire (y compris les héritages), comprendre leur formation et diagnostiquer leurs caractères actuels ou hérités. En retour, l’étude des sols et des paléosols aide à retracer l’histoire de l’environnement bioclimatique et certains aspects majeurs de l’évolution géomorphologique.

#### Ouvrages généraux
- (en) Peter Birkeland, Soil and Geomorphology, New York, Oxford University Press, février 1999, 430 p. (ISBN 0-19-507886-1, présentation en ligne)
- Jean Boulaine, Géographie des sols, Paris, Presses universitaires de France, coll. « SUP, Le géographe », 1975, 199 p.
- (en) John Gerrard, Soil geomorphology: an integration of pedology and geomorphology, London, New York, Chapman & Hall, 1992, 269 p. (ISBN 0412441705, présentation en ligne)
- (en) Randall J. Schaetzl, Sharon Anderson, Soils: genesis and geomorphology, New York, Cambridge University Press, 2005, 817 p. (ISBN 0521812011)
- Jean Tricart, Géomorphologie applicable, Paris, Masson, coll. « Collection de géographie applicable », 1978, 204 p. (ISBN 2-225-71390-1)

#### Thèse
- François Bétard (dir. Jean-Pierre Peulvast), Montagnes humides au cœur du Nordeste brésilien semi-aride : le cas du massif de Baturité (Ceará). Apports d’une approche morphopédologique pour la connaissance et la gestion des milieux, Université de Paris IV Sorbonne (thèse de doctorat en géographie), Paris, 2007, 442 p.

#### Articles
- François Bétard, Gérard Bourgeon, « Cartographie morphopédologique : de l'évaluation des terres à la recherche en géomorphologie », Géomorphologie : relief, processus, environnement, vol. 3,‎ 2009, p. 187-198
- Gérard Gaucher, « Contribution de la géomorphologie à la prospection pédologique », Annales de géographie, Paris, Armand Colin, vol. 81, no 441,‎ 1972, p. 697-710 (ISSN 0003-4010, lire en ligne)
- Jean Kilian, « Les inventaires morphopédologiques, conceptions, applications au développement agricole », L'Agronomie tropicale, vol. 27,‎ 1972, p. 930-938